# Bølle Bob (musical)
Bølle Bob er en dansk musical som er skrevet af Gunnar Geertsen. Figurerne er baseret på sangene fra albummet Bølle-Bob og de andre fra 1978. Musicalen havde premiere i 1993 på Gellerupscenen i Århus.
I 1997 fik den re-premiere på Amager Scenen i en moderne version med bl. a Gunnar Geertsens søn Sune Geertsen i rollen som én af skolens hårde børster. Det nye soundtrack blev desuden et kæmpe hit med de nye beats.

## Smukke Sally
Musicalen blev i 2002 fulgt op af teaterstykket Smukke Sally. Stykket var oprindeligt bestilt af Amager Scenen, der dog gik konkurs undervejs i forløbet. I stedet fik stykket premiere på Gellerupscenen, ligesom Bølle Bob. Regner Grasten lavede i 2005 filmen Bølle Bob og Smukke Sally, der er baseret på dette stykke.

## Filmatiseringer
- Bølle-Bob (1998)
- Bølle Bob og Smukke Sally (2005)

## Eksterne Henvisninger
- Artiklen har ingen egenskaber for filmdatabaser i Wikidata